# Xiamao, Fujian
Xiamao (kinesiska: 夏茂) är en köping i sydöstra Kina. Den ligger i stadsdistriktet Shaxian i staden Sanming i provinsen Fujian, omkring 170 kilometer väster om provinshuvudstaden Fuzhou. Antalet invånare är 24 735. Befolkningen består av 11 996 kvinnor och 12 739 män. Barn under 15 år utgör 23,0 %, vuxna 15-64 år 63 %, och äldre över 65 år 12,0 %.